# Plancinus
Plancinus là một chi nhện trong họ Thomisidae.